# Epidendrum blepharistes
Epidendrum blepharistes är en orkidéart som beskrevs av George Barker och John Lindley. Epidendrum blepharistes ingår i släktet Epidendrum och familjen orkidéer. Inga underarter finns listade i Catalogue of Life.

## Bildgalleri

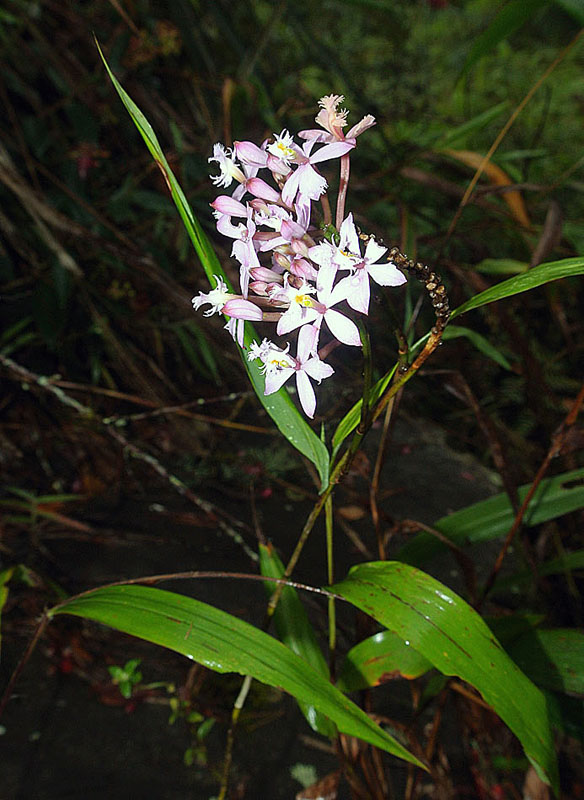
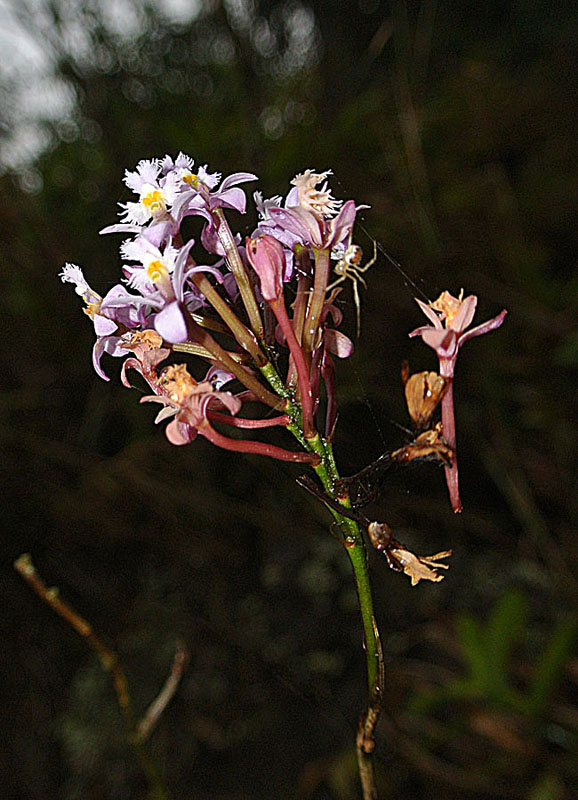